# Raz-de-marée de 1953 en mer du Nord

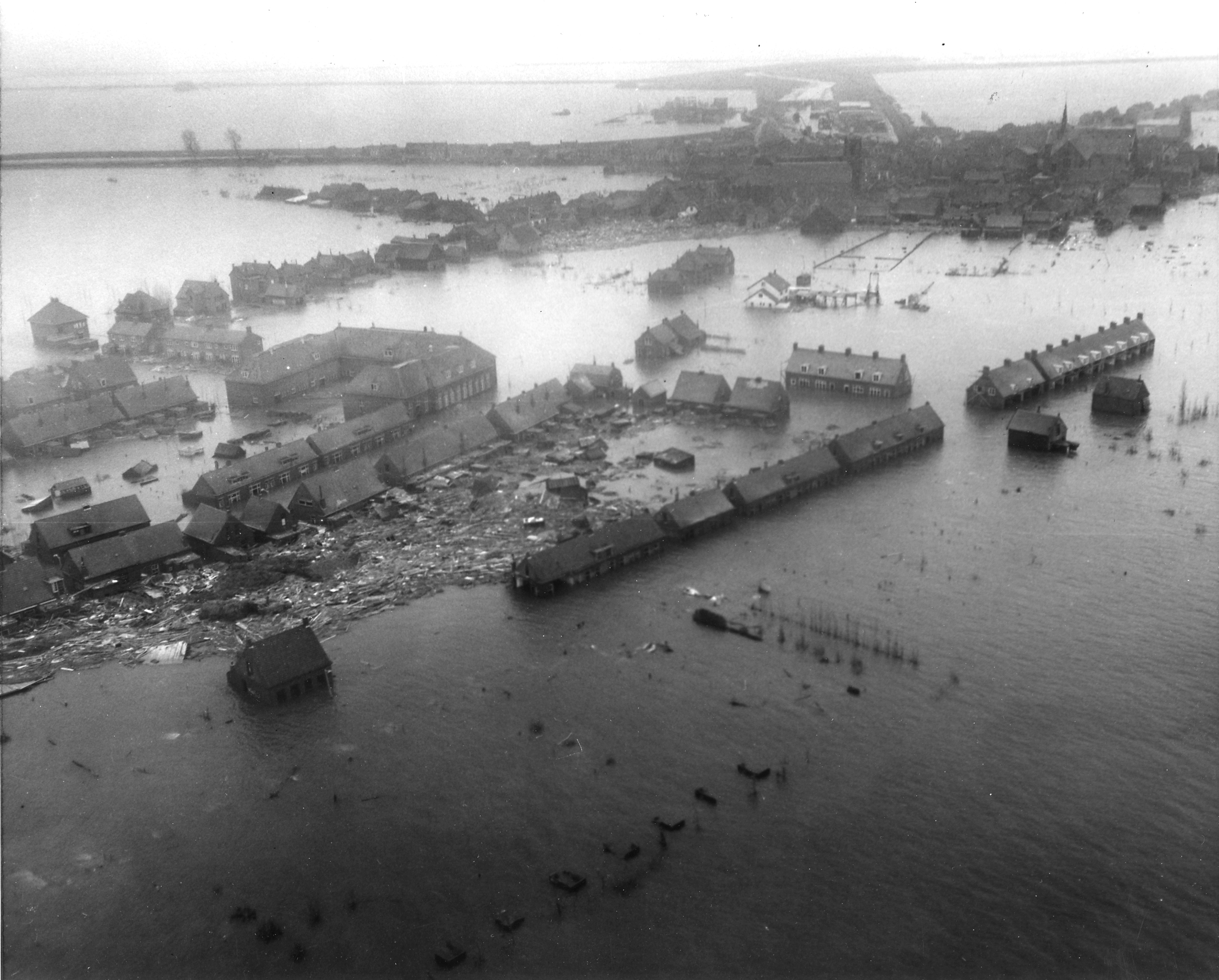
Oude-Tonge Goeree-Overflakkee, en 1953.

Le raz-de-marée de 1953 en mer du Nord est une catastrophe naturelle survenue la nuit du 31 janvier au 1er février 1953. Les vents d'une violente dépression ont causé un rehaussement exceptionnel du niveau de la mer le long de la côte des Pays-Bas, Belgique et Royaume-Uni. Les conséquences de ce raz-de-marée furent désastreuses : plus de 2 500 morts, dont 1 836 aux Pays-Bas, 307 au Royaume-Uni, 224 en mer, dont 133 dans le naufrage d'un ferry britannique, et 28 en Belgique, 30 000 animaux d'élevage morts, ainsi qu'un nombre indéterminé d'animaux sauvages, 160 000 hectares inondés, et beaucoup de bâtiments détruits ou endommagés. À la suite de cette submersion marine, la construction d'un réseau renforcé de digues a été entreprise le long de la côte de la mer du Nord.
La catastrophe a suscité la mise en œuvre du plan Delta aux Pays-Bas, du plan Sigma en Belgique, et de la barrière de la Tamise et de la barrière de la Hull en Grande-Bretagne.

## Description
Dans la nuit du 31 janvier au 1er février 1953, l'onde de tempête d'une très violente dépression du nord-ouest propulsa l'eau à des hauteurs exceptionnelles dans l'étroit goulet au sud de la mer du Nord. À Hoek van Holland, où l'amplitude normale de la marée est de 80 cm par rapport au niveau zéro d'Amsterdam (NAP, niveau normal d'Amsterdam), on a mesuré cette nuit-là un niveau jamais atteint de 385 centimètres.
Les tempêtes sont fréquentes en mer du Nord, et le vent vient généralement du sud-ouest. C'est-à-dire qu'il souffle parallèlement à la côte des Pays-Bas. Mais cette nuit-là, le vent soufflait du nord-ouest, donc perpendiculairement à la côte, ce qui représente un danger pour les Pays-Bas. De plus, la tempête fut exceptionnellement longue. À cause de cela, l'eau refoulée par la marée montante, dans l'après-midi du samedi 31 janvier, avait peu baissé à la marée suivante, si bien que pendant la marée montante à l'aube du dimanche matin 1er février, l'eau avait encore monté. De plus, la nuit de la catastrophe coïncidait avec une marée de vives eaux.
Les marées de vives eaux sont dues à la concordance de l'attraction lunaire et solaire : si la Lune et le Soleil se trouvent sur une même ligne par rapport à la Terre, ils renforcent mutuellement leur attraction et donc la force de la marée. Ce phénomène se produit deux fois par mois, à la pleine lune et à la nouvelle lune. Comme la Lune a une trajectoire elliptique autour de la Terre, la distance entre la Terre et la Lune varie.
Durant la nuit de la catastrophe, la Lune était relativement loin de la Terre. Son influence sur le niveau de l'eau fut donc minime comparée à celle de la tempête. Deux semaines plus tard, la marée de vives eaux étant plus forte, les niveaux d'eau auraient été encore plus élevés. Une grande partie de la province de la Hollande-Méridionale aurait alors pu être inondée. La catastrophe aurait pu être pire encore si la force du vent n'avait pas diminué lorsque la tempête atteignit la côte. À ce moment-là, le vent était de force 10 mais, peu de temps auparavant, au large de la côte orientale de l'Écosse, des vents de force 12 avaient été mesurés.
Cet évènement est décrit dans les évènements remarquables depuis 1901 de l'Institut royal météorologique de Belgique.

## Genèse du plan Delta
La catastrophe fut d'abord imputée à un malheureux concours de circonstances. Après la tempête, il apparut clairement que les facteurs humains avaient aussi joué un rôle. Avant la guerre, pendant les années de crise, l'entretien des digues avait laissé à désirer. En 1939, le ministre des Transports et de la Gestion des Eaux avait créé une « Commission des marées et tempêtes ». Dans les années qui suivirent, différents rapports attirèrent l'attention sur l'état préoccupant des digues.
Pendant la Seconde Guerre mondiale, la situation ne s'améliora pas et, en 1943, on évita de peu une inondation catastrophique. Après la guerre, le budget du ministère des Transports n'en fut pas moins réduit. La reconstruction, la crise du logement et la tension politique croissante entre l'Europe de l'Est et l'Europe de l'Ouest exigeaient d'importants investissements.
Cependant, depuis de nombreuses années déjà les possibilités d'accroître la sécurité des îles du sud-ouest étaient étudiées. C'est ainsi que, dès 1950, un barrage sur la Brielse Maas avait été construit. S'était ensuite posée la question de savoir s'il fallait continuer à construire de grands barrages de fermeture, ou bien s'il valait mieux surélever et renforcer l'intégralité des 700 km de digues marines dans la région du Delta ; mais c'est la catastrophe de 1953 qui incita les pouvoirs publics à prendre rapidement une décision et à mettre en œuvre le plan Delta.
Le 18 février 1953, le ministre des Transports et de la Gestion des Eaux créa une commission composée essentiellement d'ingénieurs, la Commission Delta. Un an plus tard, cette commission publia un avis recommandant de fermer tous les bras de mer, à l'exception de l'Escaut occidental et du Nieuwe Waterweg, par de solides barrages. Ce plan fut adopté en novembre 1957.
D'après le calendrier d'alors, le projet plan Delta devait être achevé en 1978, exactement un quart de siècle après la catastrophe. À cause de modifications et d'extensions du plan, cette date ne fut pas tenue. Le barrage anti-tempête sur l'Escaut occidental, considéré alors comme la conclusion des travaux du plan Delta, fut terminé en 1986, et le barrage anti-tempête sur le Nieuwe Waterweg, dont la construction n'a été décidée qu'après 1986, ne le fut qu'en 1996, soit 43 ans après la catastrophe.

## Mémoire
- Le Monument voor de Verdronken Dorpen in Zeeland (Monument pour les villages noyés de la Zélande) est édifié en 2009 à Colijnsplaat. Ce monument conçu par Lydia Schouten comprend une tour avec des haut-parleurs et une installation sonore rappelant l'inondation de 117 villages lors de la crue de 1953[2]. Trois fois par jour, au moment des heures des crues majeures, 11 h 34, 14 h 4 et 15 h 30, une composition sonore d'Arjan Kappers retentit pendant quelques minutes, avec en arrière-plan la sonnerie des cloches de l'église perturbée progressivement par le bruit du vent, de l'eau et, ici et là, une vache, un mouton, une mouette, puis le silence[3],[4].

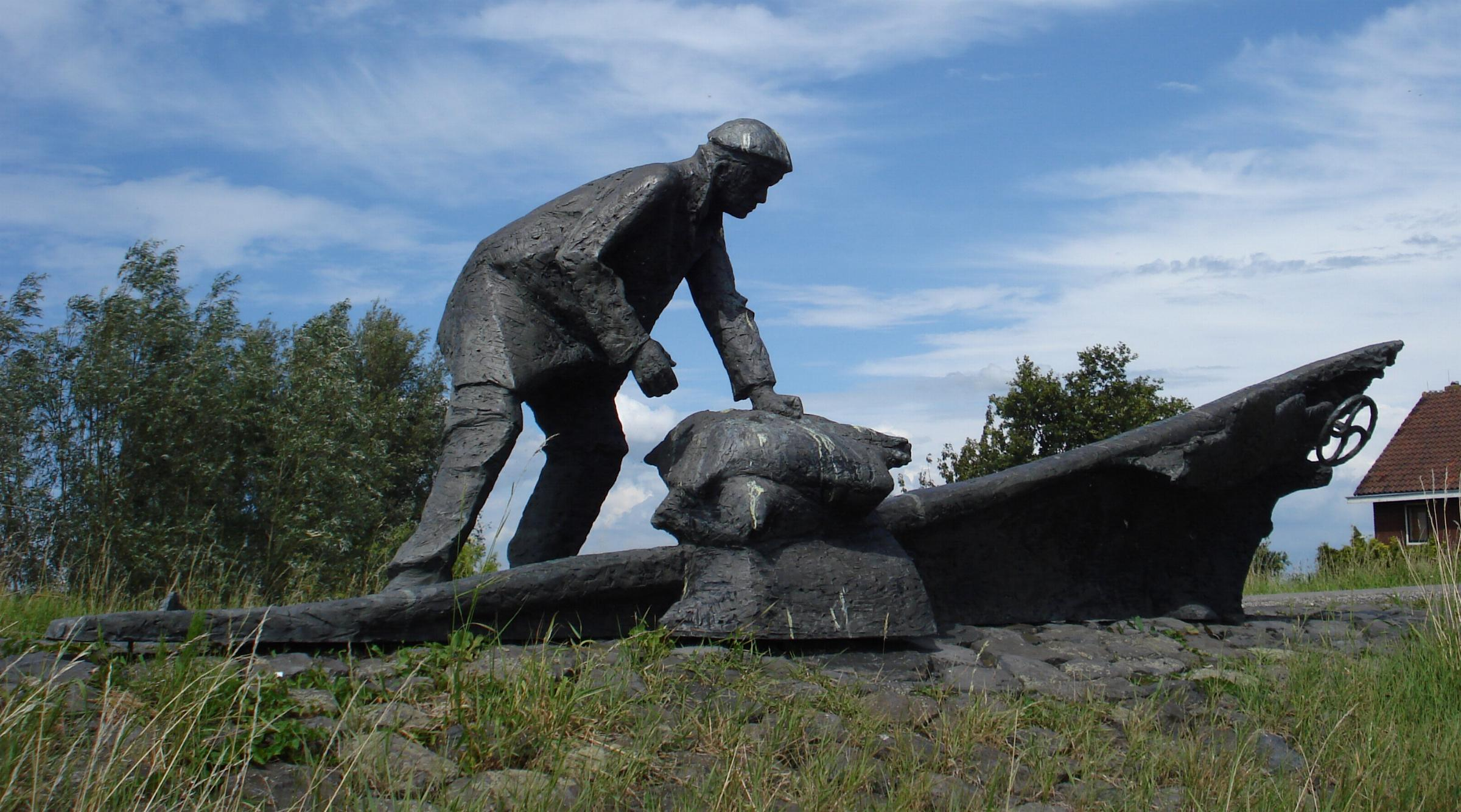
Dubbeltje op zijn kant.

- Dubbeltje op zijn kant, sculpture de Roel Bendijk à Nieuwerkerk aan den IJssel, rappelle l'action d'Arie Evegroen, qui avait placé son bateau dans une brèche que le raz-de-marée avait provoquée dans la digue, permettant de la colmater et de préserver des territoires densément peuplés.